# Zalaszentjakab, Zala
Zalaszentjakab  este un sat în districtul Nagykanizsa, județul Zala, Ungaria, având o populație de 336 de locuitori (2011). 

## Demografie
Componența etnică a satului Zalaszentjakab
     Maghiari (81,36%)
     Romi (15,54%)
     Germani (3,11%)
Componența confesională a satului Zalaszentjakab
     Romano-catolici (73,21%)
     Luterani (4,46%)
     Fără religie (4,17%)
     Reformați (2,08%)
     Necunoscută (16,07%)
Conform recensământului din 2011, satul Zalaszentjakab avea 336 de locuitori. Din punct de vedere etnic, majoritatea locuitorilor (81,36%) erau maghiari, existând și minorități de romi (15,54%) și germani (3,11%).  Din punct de vedere confesional, majoritatea locuitorilor (73,21%) erau romano-catolici, existând și minorități de luterani (4,46%), persoane fără religie (4,17%) și reformați (2,08%). Pentru 16,07% din locuitori nu este cunoscută apartenența confesională.